# Wappen der schwedischen Provinzen
Diese Liste zeigt die Wappen der 21 schwedischen Provinzen (Län).
| Län                  | Wappen | Lage | Anmerkungen |
| -------------------- | ------ | ---- | --- |
| Blekinge län         |        |      | In Blau eine ausgerissene goldene Eiche mit drei über den Stamm gezogenen goldenen Kronen. |
| Dalarnas län         |        |      | In Blau zwei schragengekreuzte goldene Wurfpfeile mit silbernen Spitzen unter einer goldenen Krone. |
| Gotlands län         |        |      | In Blau ein silberner goldbewehrter und goldgezungter Widder, der eine rote Fahne am goldenen Langkreuz mit einem goldenen Flugteil mit dem rechten Lauf hält. |
| Gävleborgs län       |        |      | Im gevierten Wappen ist im ersten und vierten Feld in Silber ein laufender roter goldbehufter Elch mit goldenem Geweih von gestreuten blauen Kugeln begleitet und in den Feldern zwei und drei in Schwarz eine aufgerichtete rotbewehrte und so gezungte goldene Ziege. Symbol: Elch für Gästrikland und Ziege für Hälsingland. |
| Hallands län         |        |      | In Blau ein rotbewehrter silberner Löwe. Symbol: Es existieren mehrere Theorien über die Herkunft des Löwen. Nach der einen Theorie geht er auf Herzog Bengt Algotsson im 14. Jahrhundert zurück, nach der anderen auf das Königswappen von Karl X Gustav, den Eroberer der Provinz. |
| Jämtlands län        |        |      | Das Wappen ist in Blau und Silber geteilt; oben ein silberner Elch mit einem goldenen auffliegenden Vogel auf dem Hinterteil sitzend und ein goldener Iltis von vorn anspringend und unten sind eine schwarze Zange rechtsmittig, ein schwarzes Schmiedegesenk mit rotem Kern und links zwei rotgestielte schwarze Schlosserhämmer mit den Köpfen gegeneinander und pfahlweise geordnet. Symbol: Wappen der Landschaften Jämtland (Elch) und für Härjedalen Zange, Schmiedehammer und zwei Hämmer. |
| Jönköpings län       |        |      | In Blau ein roter Balken mit Wellenschnitt an der Unterseite. Eine dreitürmige gezinnte silberne Burg mit geöffnetem Tor und schwarzen Fenstern steht auf der Wellenlinie. Drei goldene Kronen schweben balkenweise im Schildhaupt. Symbol: Das Wappen ist nahezu identisch mit dem der Stadt Jönköping. |
| Kalmar län           |        |      | Das Wappen ist in Gold und Blau geviert; In den Felder eins und vier ein blaubewehrter roter Löwe mit roten silbergespitzten Pfeil und schwarzen Bogen zum Schildhaupt zielend und in den Feldern zwei und drei ein laufender rotbewehrter goldener zehnendiger Hirsch mit roter Zunge und Halsband. Symbol: Wappen von Småland (Löwe) und Öland (Hirsch). |
| Kronobergs län       |        |      | In Gold ein blaubewehrter roter Löwe mit roten silbergespitzten Pfeil und schwarzen Bogen zum Schildhaupt zielend auf einem grünen Dreiberg stehend. |
| Norrbottens län      |        |      | Das Wappen ist in Blau und Silber geviert. In den Feldern eins und vier ein laufender rotbewehrter silberner Hirsch mit bestreuten goldenen Sternen umgeben und in den Feldern zwei und drei ein roter barfüßiger wilder Mann dem Betrachter zugewandt mit grünem Schurz und Haaren eine goldene Keule in der rechten Hand über die rechte Schulter haltend. Symbol: Der Län besteht aus Teilen Lapplands sowie Västerbottens und zeigt je zwei Mal ein Rentier und einen Mann mit Keule, der lediglich mit einem Lendenschurz aus Birkenblättern bekleidet ist. |
| Skåne län            |        |      | In Rot ein goldgekrönter abgerissener Greifenkopf mit goldener ausgeschlagener Zunge. Symbol: Das Wappen zeigt den Kopf eines Greifen und variiert das Wappen der historischen Provinz Skåne. |
| Stockholms län       |        |      | Die goldene eingeschobene Spitze teilt in Blau und Rot. Der schwarze abgerissene Greifenkopf in der Spitze ist rotbewehrt und so auch gezungt; vorn ein goldener Jünglingskopf mit Krone dem Betrachter zugewandt und hinten ein goldener Reichsapfel mit aufgesetzten Goldkreuz. Symbol: Wappen der Stadt Stockholm, Uppland und Södermanlands, wobei bei letzterem der Greif zu einem Greifenkopf vereinfacht wurde. |
| Södermanlands län    |        |      | In Gold ein rotbewehrter schwarzer Greif. Symbol: Der Greif aus diesem Wappen findet sich auch im Wappen des Stockholms län. Das Wappen wurde der Provinz im Jahr 1560 bei der Bestattung König Gustav I. verliehen und geht zurück auf den Adeligen des 14. Jahrhunderts, Bo Jonsson, dessen Familie einen Greifen als Familienwappen führte und das Schloss Gripsholm begründete (grip = Greif + holm = Insel). |
| Uppsala län          |        |      | In Rot ein goldener Reichsapfel mit aufgesetztem Goldkreuz. Symbol: Das Wappen ist weitgehend identisch mit dem Wappen der historischen Provinz Uppland, das bei der Bestattung Gustavs I. im Jahr 1560 verliehen wurde. Der Reichsapfel ist vermutlich auf die zentrale Stellung Upplands in Schweden zu sehen. |
| Värmlands län        |        |      | In Silber ein rotbewehrter blauer Adler. Symbol: Das Wappen wurde im Jahr 1567 verliehen. |
| Västerbottens län    |        |      | Das Wappen ist geteilt und unten gespalten. Oben in Blau ein laufender rotbewehrter silberner Hirsch mit bestreuten goldenen Sternen umgeben; Unten und vorn in Silber ein roter barfüßiger wilder Mann dem Betrachter zugewandt mit grünem Schurz und Haaren eine goldene Keule in der rechten Hand über die rechte Schulter haltend und hinten in Blau drei rotbeflosste silberne Lachse pfahlgestellt, der mittlere gegengewendet. Symbol: Das Wappen von Västerbotten (Rentier), Lappland (wilder Mann) und Ångermanland (Lachs). |
| Västernorrlands län  |        |      | Das Wappen ist gespalten und vor in Blau drei rotbeflosste silberne Lachse pfahlgestellt, der mittlere gegengewendet und hinten in Silber mit blauen Wellenschildhaupt und Wellenschildfuß ein roter Wellenbalken. Symbol: Wappen von Ångermanland (Lachs) und Medelpad. |
| Västmanlands län     |        |      | Im silbernen Wappen ein blauer Dreiberg, aus dem drei rote Flammen emporzüngeln. |
| Västra Götalands län |        |      | Das Wappen ist geviert. Feld eins liegt in Blau mit drei silbernen Schrägbalken ein gegengewendeter goldener gekrönter rotgezungter und so bewehrter Löwe schwertschwingend auf und vor ihm ein blaues Schildlein mit drei (2;1) goldenen Kronen. Feld zwei in Silber mit einem gezinnten roten Turm den links ein blauer Löwe mit goldenen Waffen und Zunge hält und rechts ein blaues Schwert mit der Spitze zum Schildhaupt weist; Feld drei in Silber ein gegengewendeter roter Stier mit goldenen Waffen und im letzten schräggeteilten schwarz-goldenem Feld ein schwarzes rotbewehrtes Löwenhinterteil. Zwei silberne Sterne mit sechs Zacken liegen an der Schnittkante auf Schwarz. Symbol: Wappen der Provinzhauptstadt Göteborg (Löwe mit Schwert und Schild) und den Wappen von Bohuslän (Burg), Dalsland (Bulle) sowie Västergötland (Löwe und Stern). |
| Örebro län           |        |      | Das Wappen ist gespalten. Vorn in Silber ein rotbewehrter blauer Adler und hinten in Silber ein blauer Dreiberg, aus dem drei rote Flammen emporzüngeln Im roten Schildhaupt zwei schräggekreuzte goldene Pfeilen mit goldenen Befiederungen und silbernen Spitzen, die von vier silbernen Rosen bewinkelt werden. Symbol: Wappen von Värmland (Adler), Västmanland (Berge mit Flammen) und Närke (gekreuzte Pfeile). |
| Östergötlands län    |        |      | In Rot ein blaubewehrter goldener Greif mit vier silbernen Rosen. Symbol: Wappengleichheit mit der historischen Provinz Östergötland, die nahezu die gleichen Grenzen hatte. |